# Орошгаза
Орошгаза (угор. Orosháza) — місто в Угорщині, у медьє Бекеш. Місто займає площу 202,22 км², на якій проживає 30 688 мешканців.

## Уродженці
- Данчо Йожеф (* 1969) — угорський політик.

## Галерея

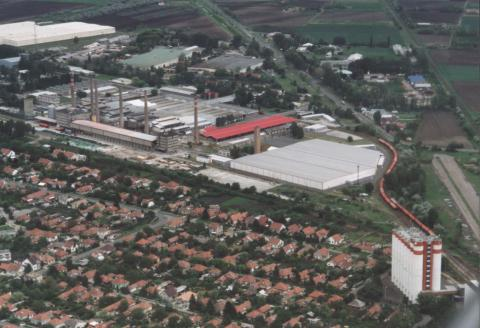
Фабрика скляних виробів
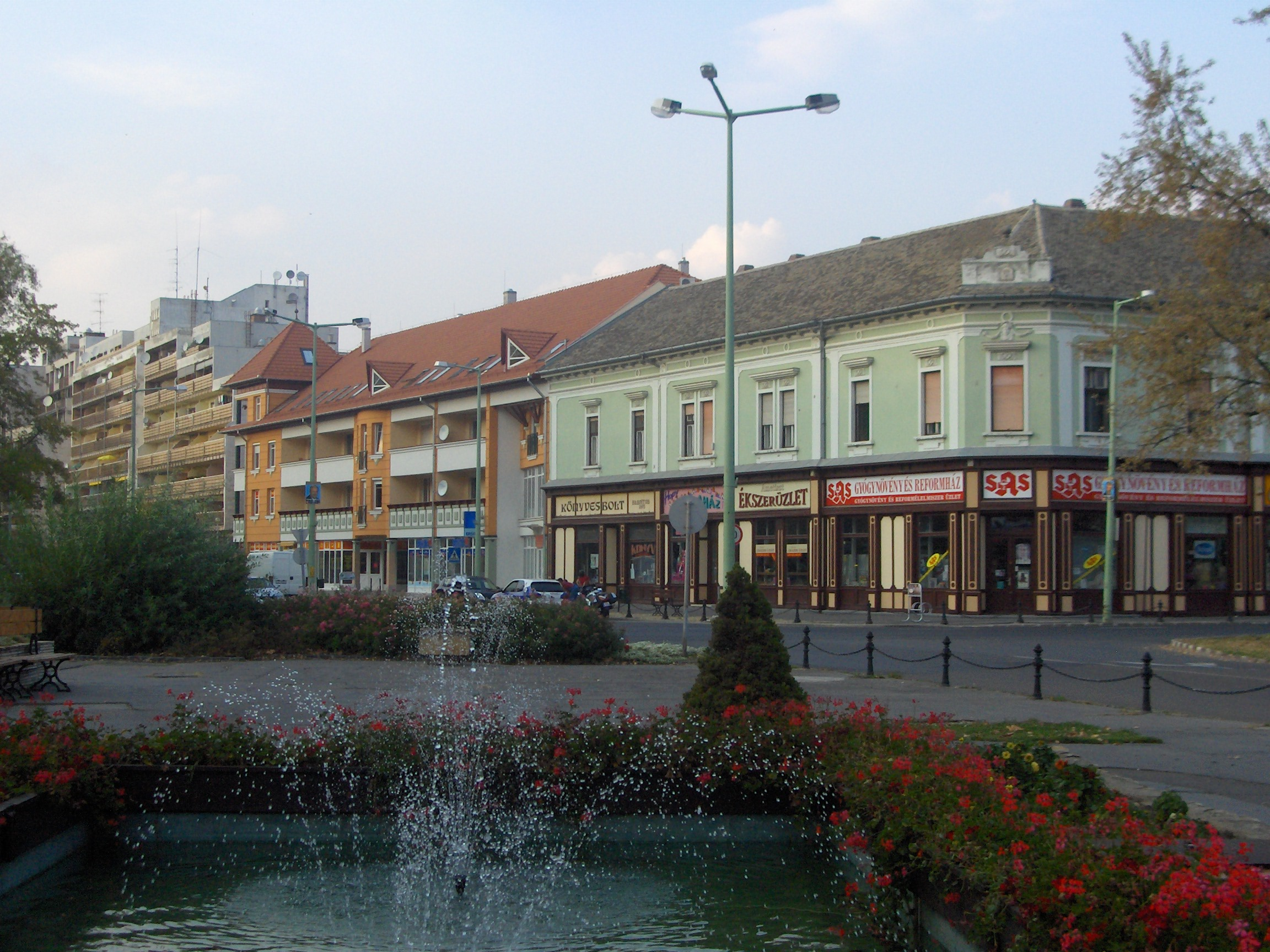
Центр Орошгази
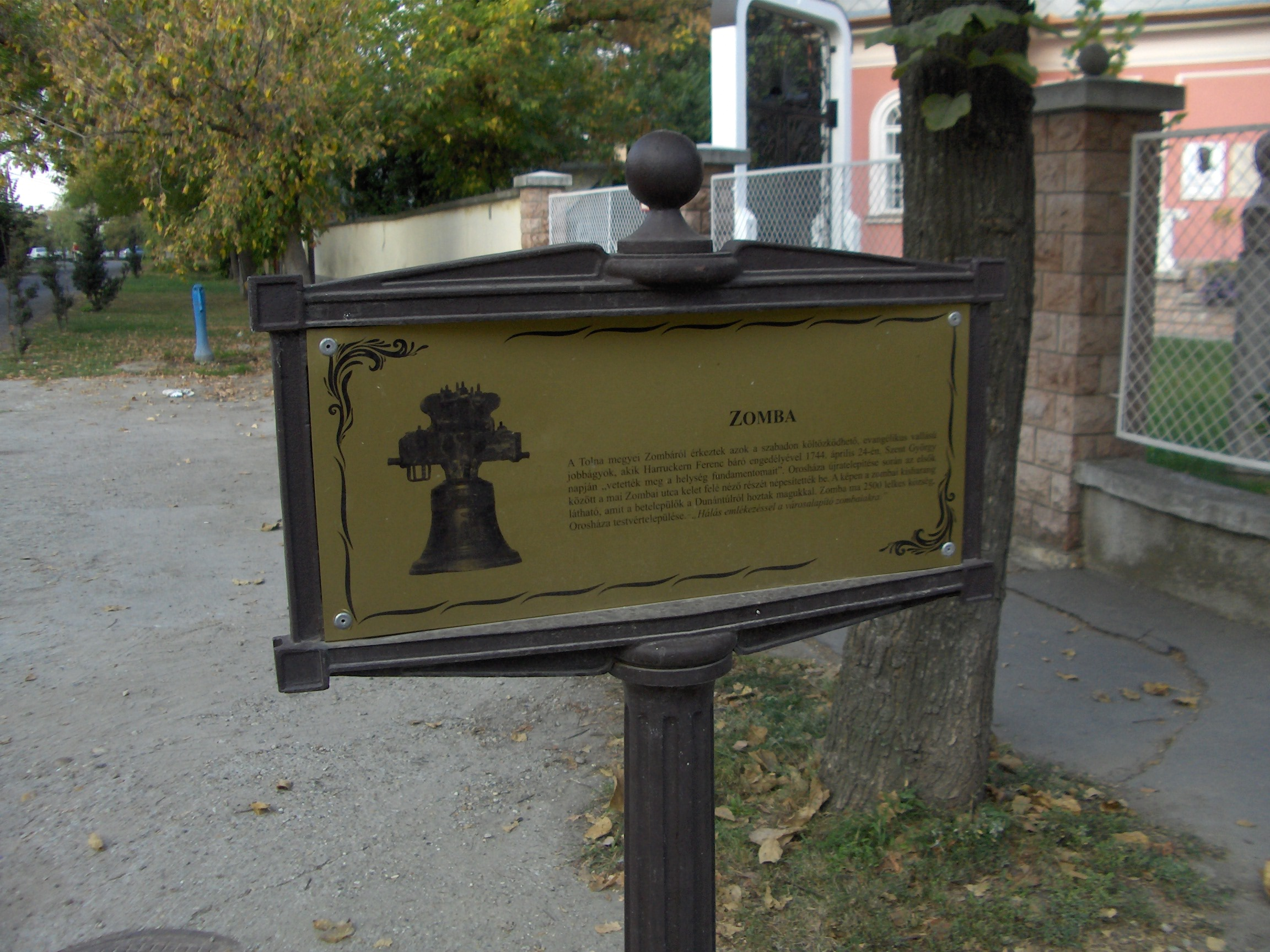
Знак Зомба
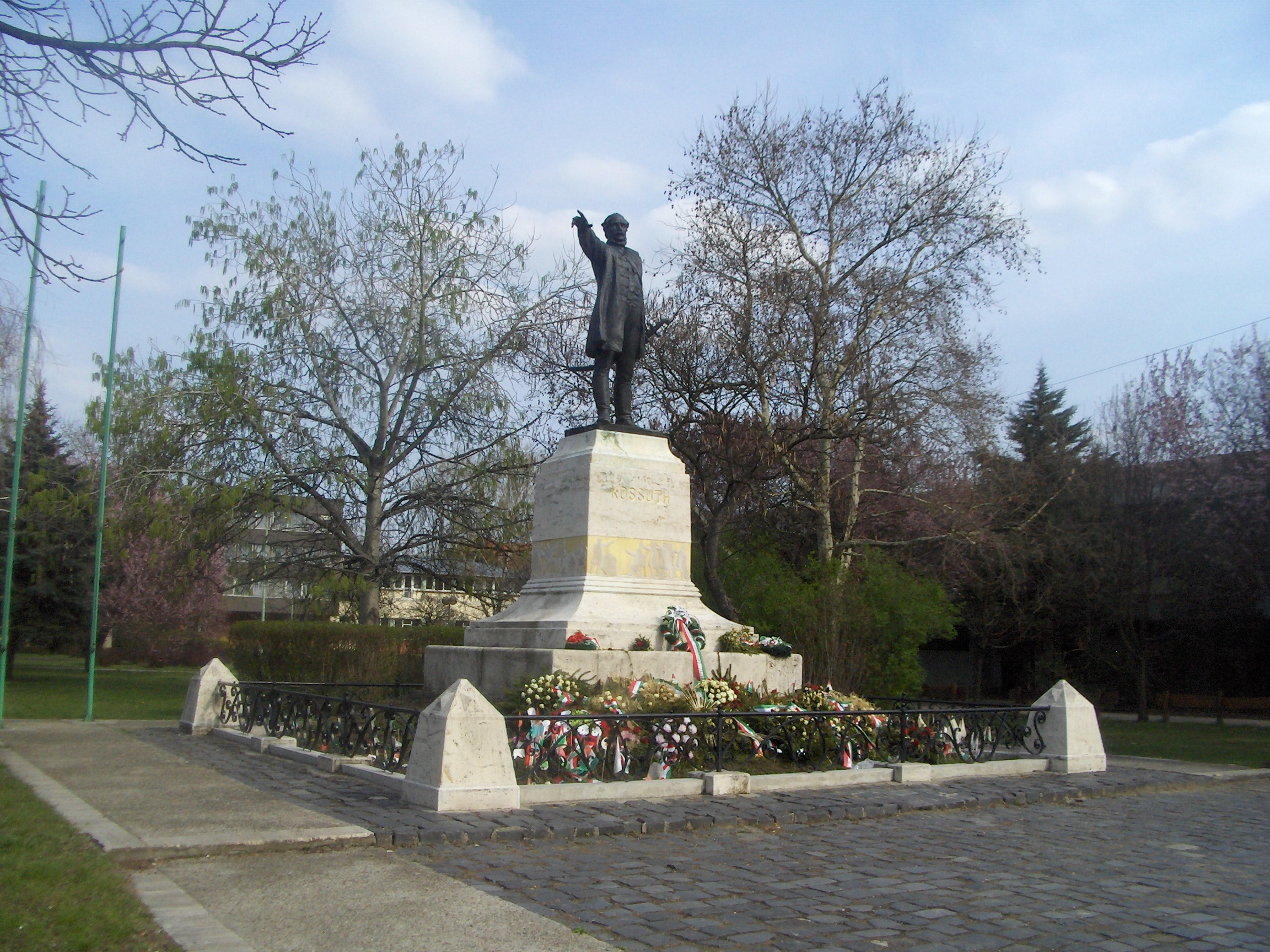
Пам'ятник Лайошу Кошуту
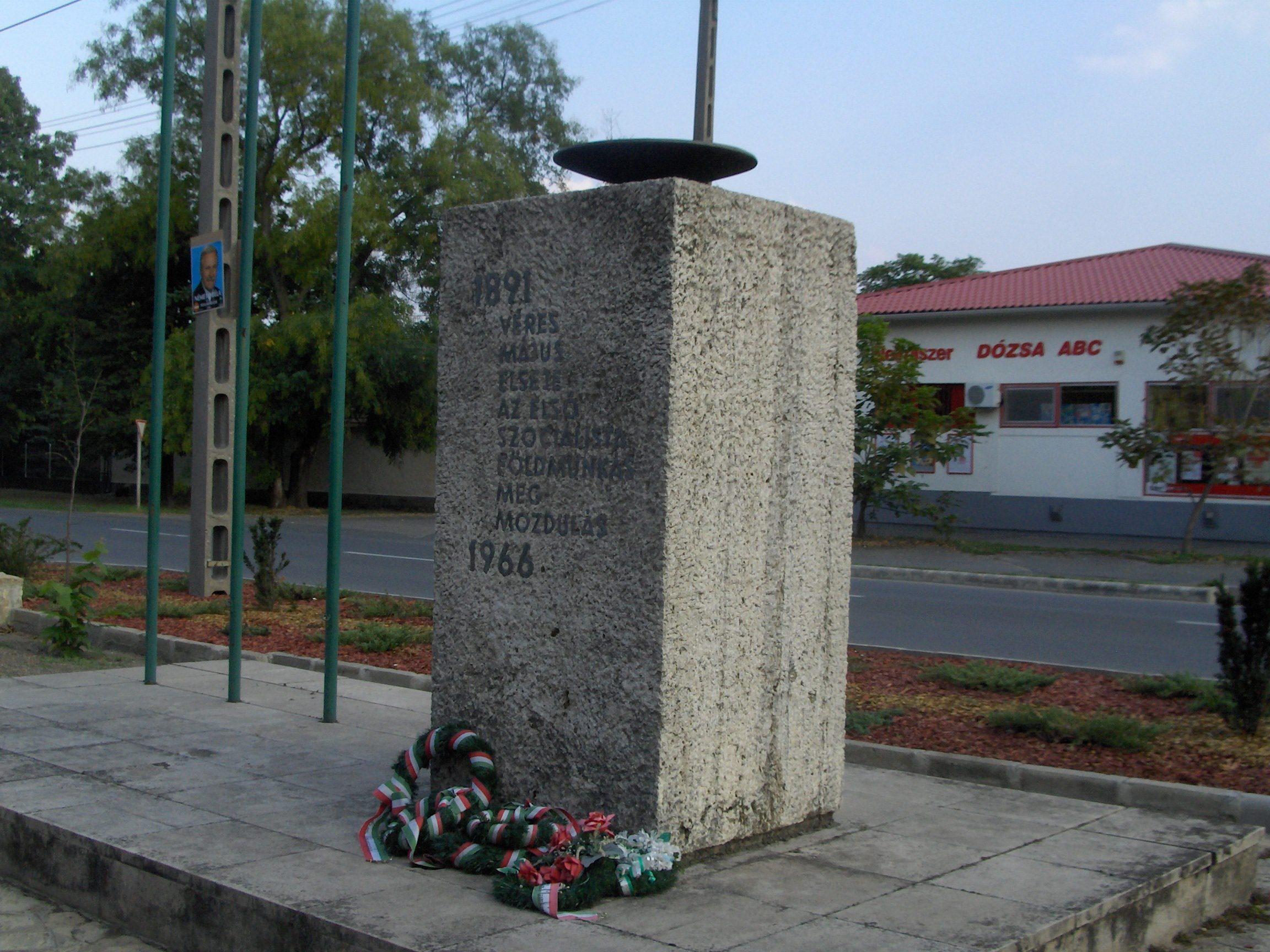
Пам'ятник жертвам «Кривавого Першого Травня»
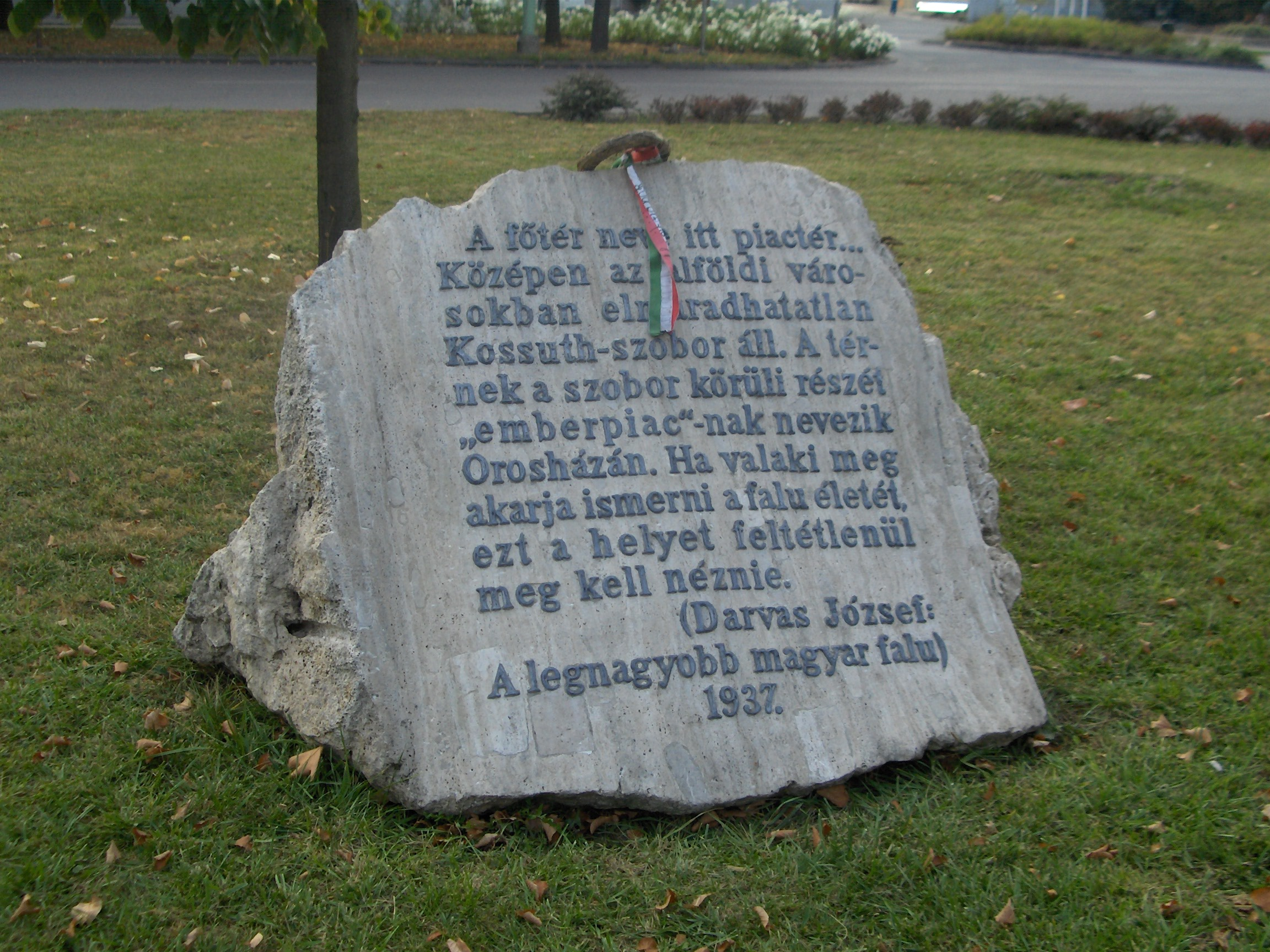
Пам'ятник «найбільшому угорському селу»